# Bassa (Plateau)
Bassa es una localidad del estado de Plateau, en Nigeria, con una población estimada en marzo de 2016 de 248 700 habitantes.
Se encuentra ubicada en el centro-este del país, a poca distancia al norte de la orilla del río Benue —el principal afluente del río Níger—, y al sur de la ciudad de Kano.